# Pierre-Octave Ferroud
Pierre-Octave Ferroud, född 6 januari 1900 i Chasselay, död 17 augusti 1936 i Debrecen, var en fransk tonsättare och författare.
Pierre-Octave Ferroud studerade bland annat för Guy Ropartz i Strasbourg och Florent Schmitt i Lyon, vilken han högt beundrade och tillägnade en biografi, Autour de Florent Schmitt (1927). Ferroud, som från 1923 var bosatt i Paris, komponerade en komisk opera Chirurgie (1927, uppförd 1928), baletten Le porcher (Svinaherden, efter H.C. Andersen, med användande av svenska motiv; uppförd av Svenska baletten i Paris 1924), symfoniska dikter, stråkkvartett, två sonater för violin och piano, en trio för träblåsare (1933), tre stycken för soloflöjt, pianosaker och sånger. Ferroud var även verksam som musikkritiker.